# Херкимер (округ)
Округ Херкимер (англ. Herkimer County) — округ штата Нью-Йорк, США. Население округа на 2000 год составляло 64 437 человек. Административный центр округа — деревня Херкимер.

## История
Округ Херкимер основан в 1791 году; назван в честь Николаса Херкимера (1728–1777), американского генерала времён войны за независимость США. Источник образования округа Херкимер: округ Монтгомери.

## География
Округ занимает площадь 3776,2 км².

## Демография
Согласно переписи населения 2000 года, в округе Херкимер проживало 64 437 человек. По оценке Бюро переписи населения США, к 2009 году население уменьшилось на 3,4 %, до 62 236 человек. Плотность населения составляла 16,5 человек на квадратный километр.